# Lej Imhoffa

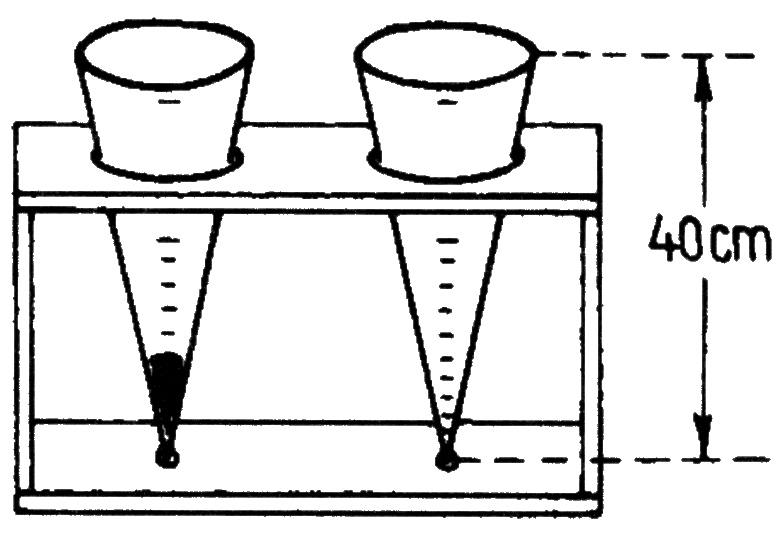
Lej Imhoffa

Lej Imhoffa lub stożek Imhoffa (ang. Imhoff cone) – szklane lub plastikowe naczynie laboratoryjne w kształcie odwróconego stożka ze skalą objętości. Służy do objętościowego oznaczania ilości osadu ulegającego sedymentacji w ciekłej mieszaninie niejednorodnej. Lej zamocowuje się w metalowym kółku przymocowanym do statywu lub w specjalnym stojaku.
Stosowany w analizie produktów spożywczych, np. kakao lub przemysłowych, np. ścieków.